# La lámina de la casa
La lámina de la casa (título original en inglés: The Picture in the House) es un relato escrito por H. P. Lovecraft el 12 de diciembre de 1920 y publicado en la revista The National Amateur en el verano de 1921.

## Argumento
Mientras montaba en su bicicleta en el Valle de Miskatonic de la zona rural de Nueva Inglaterra, un genealogista busca refugio de una tormenta que se avecina en una casa antigua aparentemente abandonada, solo para descubrir que está ocupada por «un hombre desagradable y harapiento de barba blanca» que hablaba en una variante extrema del dialecto yanqui, considerado extinto hace mucho tiempo. El narrador se da cuenta de que la casa está llena de libros antiguos, artefactos exóticos y muebles anteriores a la Revolución de las Trece Colonias. El anciano es aparentemente inofensivo e ignorante, pero muestra una fascinación inquietante por un grabado en un raro libro viejo, Regnum Congo,
y le confiesa al narrador que le producía hambre de «víveres que no podía criar ni comprar», presumiblemente carne humana. Se menciona que el anciano de la casa estaba asesinando a hombres que tropezaron con la choza para satisfacer su «deseo», y que el anciano ha extendido su vida de forma preternatural a través del canibalismo. El narrador se da cuenta de que el viejo ha estado vivo por más de un siglo, sin embargo, el anciano niega que alguna vez haya actuado según su deseo, pero luego una gota de sangre cae del techo, claramente desde el piso de arriba, y salpica una página en el libro. El narrador levanta la vista y ve una mancha roja extendida en el techo; esto desmiente la declaración del anciano. En ese momento, un rayo destruye la casa.

## País de Lovecraft
La lámina de la casa comienza con algo así como un manifiesto para la serie de historias de terror que Lovecraft escribiría en un imaginario campo de Nueva Inglaterra que se conocería como País de Lovecraft:

Los buscadores después del horror rondan los lugares extraños y lejanos. Para ellos son las catacumbas  de Ptolemais y el mausoleo esculpido de los países de pesadilla. Suben a las torres iluminadas por la luna de los ruinosos castillos del Rin, y bajan por negros escalones cubiertos de telarañas bajo las piedras esparcidas de las ciudades olvidadas de Asia. La madera embrujada y la montaña desolada son sus santuarios, y permanecen alrededor de los siniestros monolitos en islas deshabitadas. Pero el verdadero epicúreo de lo terrible, para quien una nueva emoción de horror indescriptible es el principal fin y la justificación de la existencia, se estima sobre todo en las antiguas y solitarias granjas de los bosques lejanos de Nueva Inglaterra;  porque allí los elementos oscuros de fuerza, soledad, grotesco e ignorancia se combinan para formar la perfección de lo horrendo.

El crítico Peter Cannon señala: «Aquí Lovecraft se da cuenta de que dependerá menos de los atavíos góticos comunes y más en su región natal como fuente de horror».
El análisis de Lovecraft sobre las raíces psicológicas del horror de Nueva Inglaterra, se repite en su discusión sobre Nathaniel Hawthorne en el ensayo  El horror sobrenatural en la literatura.
La historia presenta dos de los elementos más famosos del país de Lovecraft:

Había estado viajando durante algún tiempo entre la gente del valle de Miskatonic en busca de ciertos datos genealógicos... Ahora me encuentro en un camino aparentemente abandonado que había elegido como el camino más corto a Arkham.

Ninguna de las dos ubicaciones mencionadas es desarrollada más en su cuento, pero Lovecraft había establecido las bases para uno de los escenarios más duraderos en su ficción.

## Inspiración
El final de la historia, en el cual el narrador es salvado por un rayo que destruye la antigua casa, puede haberse inspirado en el final de La caída de la Casa Usher de Edgar Allan Poe.
El crítico Jason Eckhardt sugirió que el dialecto que usa el hombre anormalmente anciano en la historia, deriva de uno usado en Biglow Papers de James Russell Lowell. Incluso en la época de Lowell, se pensaba que el dialecto ya se había extinguido hace mucho tiempo.  Scott Connors ha declarado que «el uso de un dialecto arcaico en La lámina de la casa representa un ejemplo prematuro de la noción de sumergirse en el tiempo, transformando lo que de otro modo podría ser una historia mundana de canibalismo en una meditación en las paradojas del tiempo».
Peter Cannon ha señalado el paralelismo que existe entre La lámina de la casa y El misterio de Copper Beeches de Arthur Conan Doyle.

## Recepción
Colin Wilson llamó a la historia «un boceto casi convincente de sadismo». En una debate de 1986 sobre el trabajo de Lovecraft, Joanna Russ consideró La lámina de la casa como «una de las historias más planas». Peter H. Cannon considera que la historia «está arraigada en la auténtica psicohistoria puritana» y considera que el clímax, con la sangre que gotea desde el techo, demuestra «una finura desconocida para los escritores de terror actuales que se deleitan en la violencia gráfica». Para Cannon, el cuidadoso realismo y el desarrollo de la trama sutil que conducen al desenlace 
implican una moderación que ayuda a que la historia «por convencional que sea su tema caníbal, sea el más fuerte de los primeros cuentos de Lovecraft en Nueva Inglaterra».  El estudio de 1983 de Donald R. Burleson sobre el trabajo de Lovecraft adjudica a La lámina de la casa la demostración de que «ya en 1920 Lovecraft era capaz de tejer una poderosa historia de horror, capaz de evocar y mantener el estado de ánimo a través del uso artístico del lenguaje, capaz de ejercer el control del enfoque en el manejo de sus personajes, y capaz de utilizar su Nueva Inglaterra natal como escenario de horrores tan potentes como aquellos para entretenerse en escenarios más convencionales».

## Adaptaciones
- La lámina de la casa, junto con El horror de Dunwich y El ceremonial, fueron adaptados en películas cortas de plastilina y lanzados por Toei Animation como una recopilación de DVD llamada H. P. Lovecraft's The Dunwich Horror and Other Stories (H・P・ラヴクラフトのダニッチ・ホラー その他の物語 Ecchi Pī Ravukurafuto no Danicchi Horā Sonota no Monogatari) en agosto de 2007.[12][13]
- La serie de antología de podcast 19 Nocturne Boulevard, realizó una adaptación de audio de La lámina de la casa en 2009, adaptada por Julie Hoverson.[14]